# Велике Маямі
Велике Маямі, Маямська конурбація, Маямська столична (метрополітенська) область, Південна Флорида — 73-й найбільший мегаполіс у світі та 7-й за величиною столичний район у Сполучених Штатах Америки. Конурбація Великого Маямі охоплює Золоте узбережжя на півдні й Скарбове узбережжя на півночі. Конурбація складена з Маямської агломерації (у складі 3 округів; Маямі-Дейд, Бровард й Палм-Біч), Порт-Сент-Люсійської агломерації (у складі 2 округів: Мартін й Сент-Люсі), агломерації Себастіан — Віро-Біч (округ Індіан-Рівер) та Окічобської агломерації (округ Окічобі).

## Маямська агломерація
Агломерація Велике Маямі розташовано на півдні Флориди з 6198782 мешканцями станом на 2018 рік, мегаполіс Маямі є найнаселенішим у штаті Флорида та другим за величиною у південно-східних Штатах. Маямська агломерація простягається приблизно на 190 км з півночі на південь.
Столична область визначається Офісом управління та бюджету як агломерація Маямі — Форт-Лодердейл — Вест-Палм-Біч (MSA), що складається з округів Маямі-Дейд, Бровард й Палм-Біч, столичного статистичного району, що використовується для статистичних цілей Бюро перепису населення США та іншими агенціями. Площа його території 15 890 км².
Округи Маямі-Дейд, Бровард, й Палм-Біч є за чисельністю населенням першим, другим й третім у Флориді. Маямі-Дейд, з 2,761,581 особами у 2018 році, є 7-м за чисельністю населення округом у Сполучених Штатах. Три округи разом відомі як область Великого Маямі й мають основні міста: Маямі, Форт-Лодердейл, Вест-Палм-Біч, Хаялія, Пемброк-Пайнс й Бока-Ратон. Окрім асоціації з регіоном Південна Флорида, яка включає Еверглейдс та Флорида-Кіс, Велике Маямі також є синонімом області, що спільно називається «Золотим узбережжям» (Голд-коаст).

## Маямська конурбація
Бюро перепису населення також визначає більш ширший регіон, заснований на моделях маршрутів, — міську конурбацію Маямі — Форт-Лодердейл — Порт-Сент-Люсі, об'єднаний статистичний район (CSA), з розрахунковою чисельністю населення у 6723472 осіб у 2016 році. Сюди входять чотири додаткові округи Мартін, Сент-Люсі, Індіан-Рівер та Окічобі.
Маямська конурбація простягається з півдня на північ на 310 км: 120 км у межах Золотого узбережжя й 190 км — у межах Скарбового узбережжя; або 190 км у межах Маямської агломерації з трьох округів й 120 км у межах Порт-Сент-Люсійської й Себастіан — Віро-Біцької агломерацій.

## Урбанізована територія

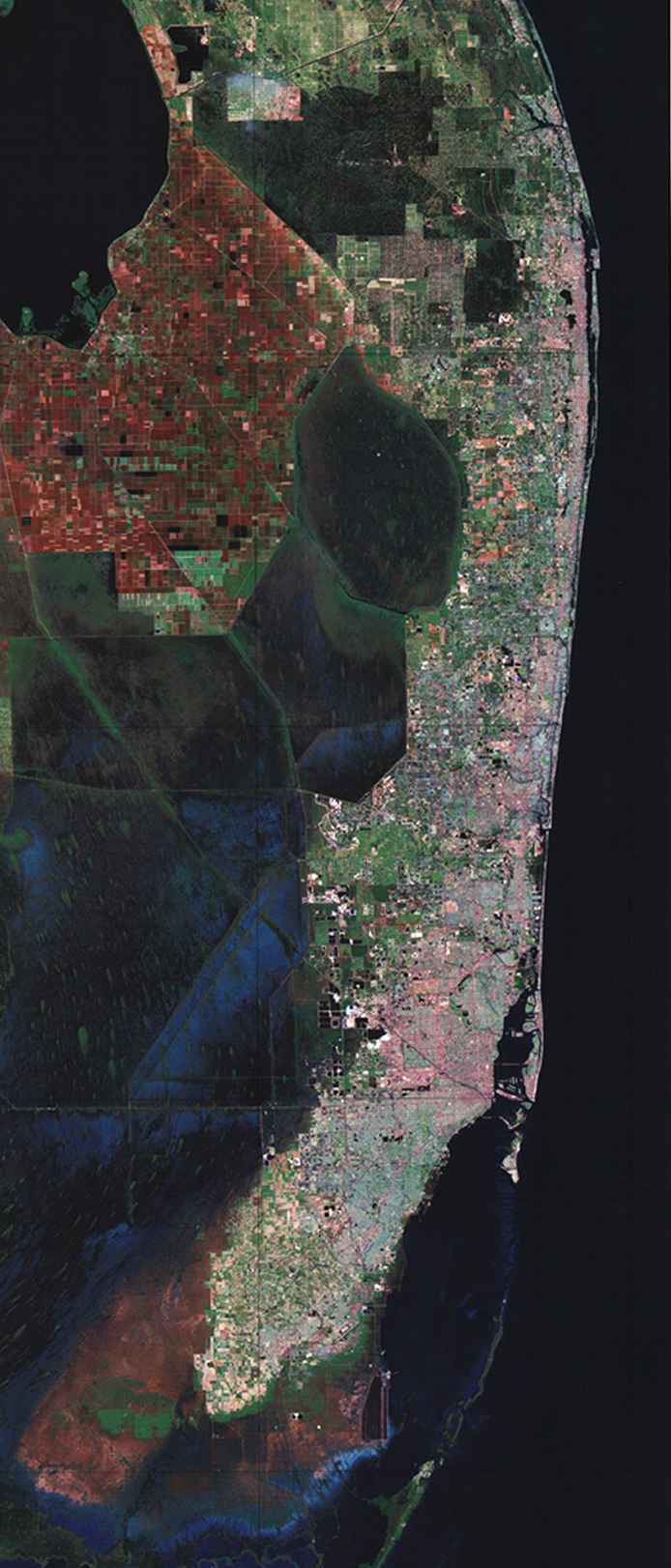
Супутникові знімки Столичного району Велике Маямі

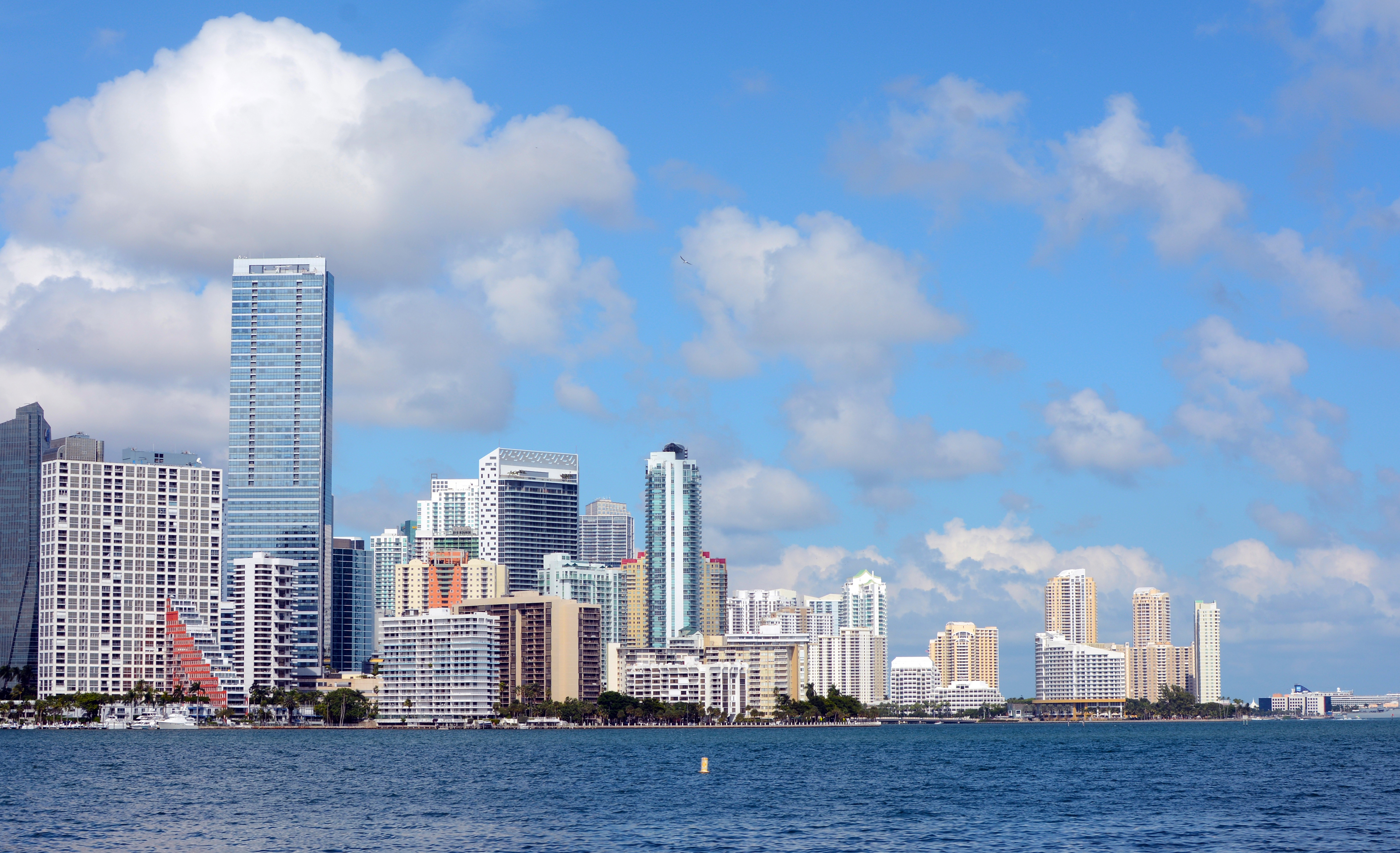
Маямі

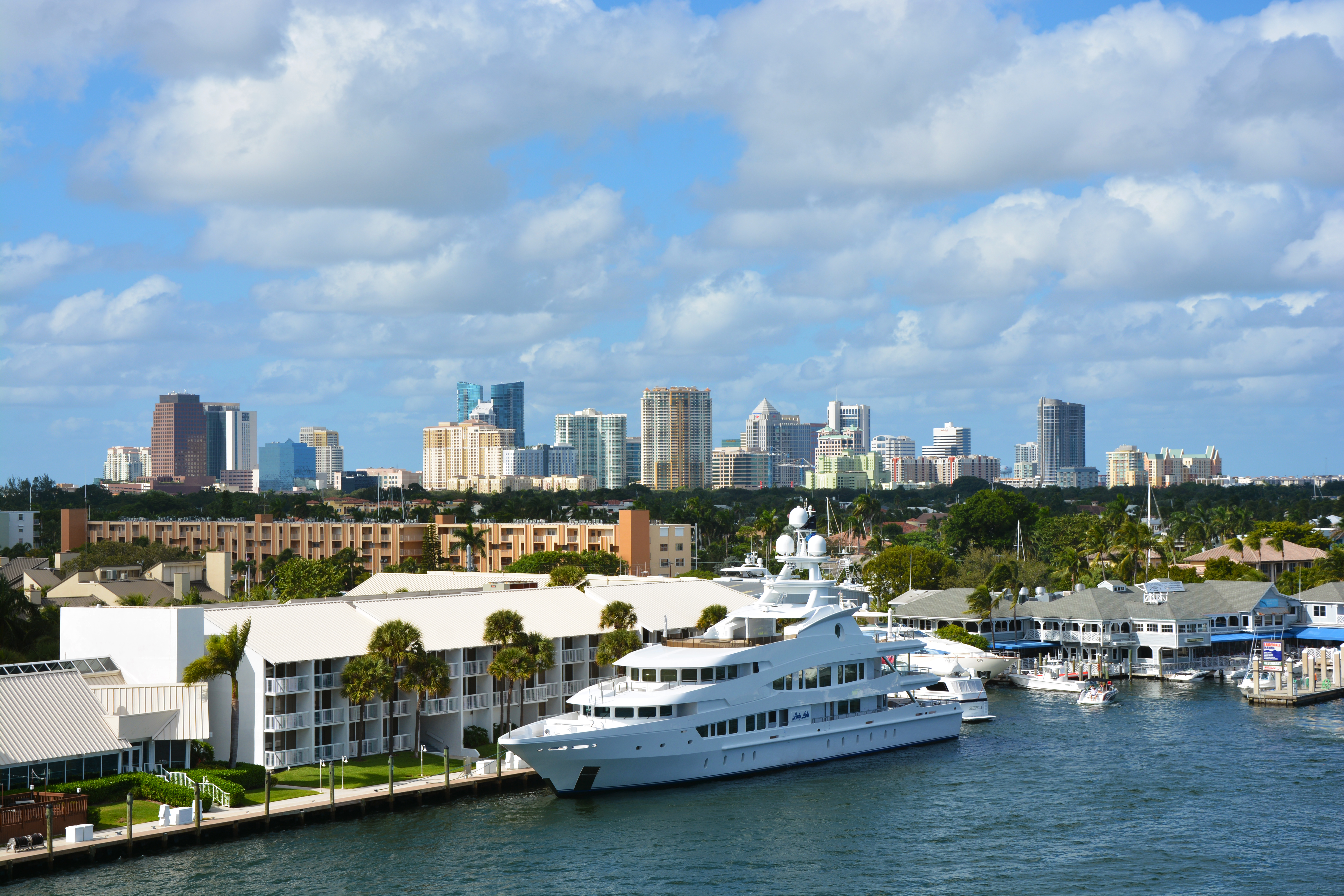
Форт Лодердейл

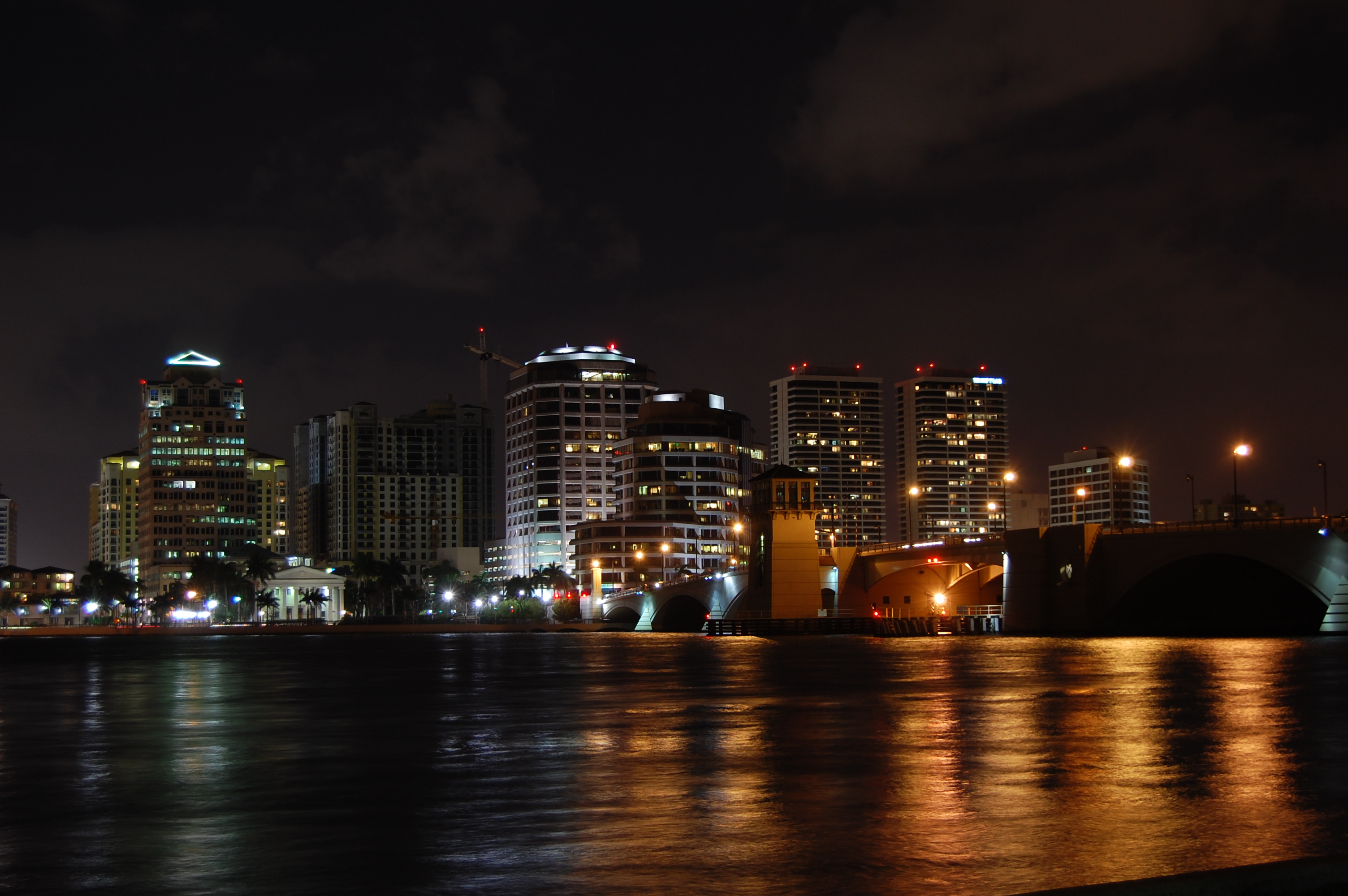
Вест-Палм-Біч

Оскільки населення Південної Флориди значною мірою обмежене смугою суходолу між Атлантичним океаном та Еверглейдсом, урбанізована зона Маямі (тобто зона суміжного міського розвитку) становить близько 160 км довжиною (з півночі на південь), але ніколи не ширше 30 км, а в деяких районах широтою лише у 8 км зі сходу на захід. Велике Маямі довше, ніж будь-яка інша агломерація США, за винятком мегаполісу Нью-Йорка. Велике Маямі восьмий найбільш густонаселений урбанізований район у США за переписом 2000 року.

## Демографія

### Населення

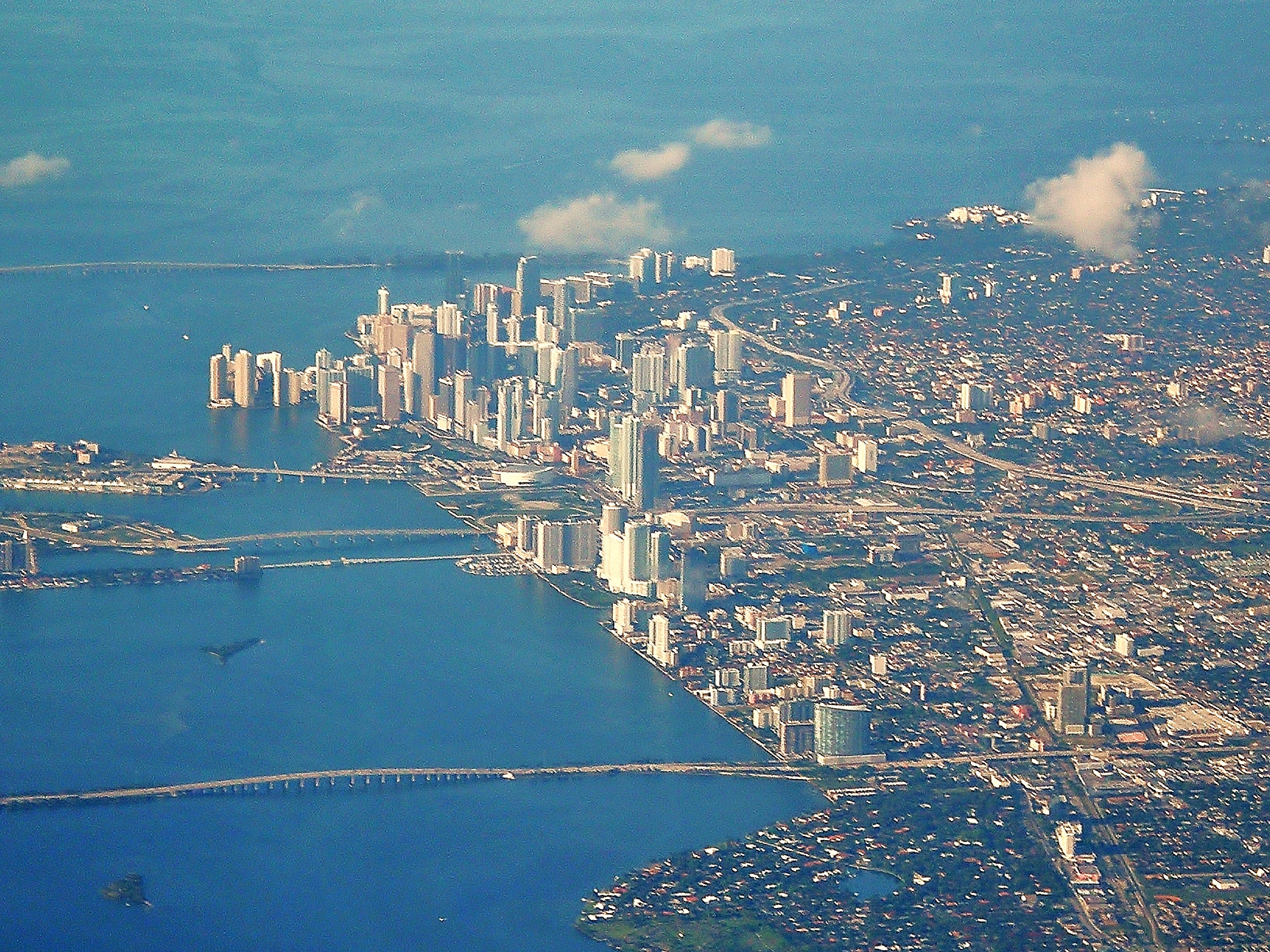
Вид на Даунтаун Маямі

Район Маямі — це різноманітна громада з великою часткою мешканців уродженців інших країн, значною мірою через близькість до Латинської Америки та Карибського басейну.
Інший фактор — мешканці, які раніше були «перелітними сніговими птахами» з Північного Сходу та, меншою мірою з Канади.
Політично кажучи, регіон сильно демократичний. Округ Бровард є другим найбільш надійно демократичним округом у штаті, лише після округу Палм-Біч. Округ Палм-Біч, як й Бровард, значною мірою демократичний, особливо серед його єврейської громади. Решта Флориди схильна дотримуватися політики Півдня США та більше підтримує республіканців, за винятком деяких частин Флориди, де південна культура не є такою впливовою. У окрузі Маямі-Дейд, за республіканців голосують переважно старі покоління кубинських американців, більшість з яких тікали до Сполучених Штатів від комуністичного правління Фіделя Кастро, проте округ Маямі-Дейд залишається дуже демократичним у порівнянні з більшістю інших округів Флориди. На президентських виборах 2016 року 62,3 % виборців у Великому Маямі проголосували за демократичного кандидата Гілларі Клінтон, що був її 6-ю найвищою підтримкою серед агломерацій США.
У Великому Маямі є велика єврейська громада; 10.2 % населення складали євреї за переписом 2000 року. Також існує значна мусульманська громада, що налічує 70 000.
Етнічна приналежність: Расовий склад населення Великого Маямі [6 066 387] станом на 2016 рік:
- Білі: 70,3 % [4 263 038]
  - Білі латиноамериканці: 39,2 % [2 375 219]
  - Білі неіспаномовні: 31,1 % [1 887 819]
- Чорні або афроамериканці: 21,2 % [1 288 585]
- Корінні американці: 0,2 % [12 487]
- Азіати: 2,5 % [151 537]
- Тихоокеанські остров'яни: 0,1 % [3 527]
- Інші раси: 3,5 % [214 451]
- Дві або більше рас: 2,2 % [132 762]
- Латиноамериканці або латиноамериканці (будь-якої раси) становили 44,2 % [2 693 672] населення[22][23]

## Мова та національне походження
Національне походження та мова: З людей, що мешкають у районі Великого Маямі у 2005 році, 63 % народилися у Сполучених Штатах (у тому числі 30 %, що народилися у Флориді), а 37 % — народжені у інших країнах. Серед людей, що принаймні мешкають 5 років у Великому Маямі у 2005 році, 52 % розмовляли англійською вдома, а 48 % розмовляли іншою мовою вдома. З тих, хто вдома розмовляє іншою мовою, крім англійської, 78 % розмовляли іспанською, а 22 % — іншою мовою (переважно гаїтянською креольською, але також французькою, німецькою, івритом, італійською, португальською, російською або їдишем).
Географічна мобільність: у 2005 році 83 % людей, щонайменше одного року, що мешкають у районі Великого Маямі, мешкали у тому ж місці проживання роком раніше; 12 % переїхали протягом минулого року з іншого місця проживання в тому ж окрузі, 2 % з іншого округу в тому ж штаті, 2 % з іншого штату та 1 % з-за кордону.
Домогосподарства та сім'ї: Було 233 850 домогосподарств, середній розмір домогосподарств — 2,6 осіб. Сім'ї складали 65 % домогосподарств у Великому Маямі. Цей показник включає як подружніх сімей (45 %), так і інших сімей (20 %). Несімейні домогосподарства становили 35 % усіх домогосподарств у Маямі. Більшість несімейних господарств складали люди, що живуть самотньо, але деякі складалися з людей, що мешкають у домашніх господарствах, у яких ніхто не був пов'язаний з домогосподарем.

### Маямська говірка
У окрузі Маямі-Дейд та окрузі Бровард та близьких районах широко розмовляють унікальною говіркою, що зазвичай називають «діалектом Маямі». Діалект розвивався серед латиноамериканців другого чи третього поколінь, включаючи американців кубинського походження, першою мовою яких була англійська (хоча деякі неіспаномовні білі, чорні та інші раси, що народились і виросли в Маямі-Дейд, також схильні до цього). Він заснований на досить стандартному американському акценті, але з деякими змінами, дуже схожими на діалекти у Середній Атлантиці (особливо діалект району Нью-Йорка, англійська мова у Північному Нью-Джерсі та латиноамериканська мова у Нью-Йорку). На відміну від Вірджинського П'ємонту, прибережних південноамериканських та північноамериканських діалектів та діалектів Флоридського крекерського діалекту, «акцент у Маямі» є ритмічним; він також включає ритм й вимову, під сильним впливом іспанської мови (де ритм — це складний час). Однак це рідний діалект англійської мови, а не вивчення англійської мови та міжмовної мови; можна відрізнити цю різноманітність від міжмовної мови, якою говорять мовці другої мови, оскільки «акцент у Маямі», як правило, не відображає наступних особливостей: немає додавання /ɛ/ перед початковими кластерами приголосних з /s/, динаміки не плутати /dʒ/ з /j/, (наприклад, Єльський з jail), та / r / і / rr / вимовляються як альвеолярний наближений [ ɹ ] замість альвеолярного крана [ ɾ ] або альвеолярного трелі [r] іспанською мовою.

### Освіта
Освіта: У 2005 році 83 % людей старше 25 років закінчили середню школу, а 30 % отримали ступінь бакалавра чи вищу. Серед людей віком від 16 до 19 років 7 % кинули середню школу. Загальна чисельність відвідувачів шкіл у Великому Маямі у 2005 році становила 1,4 мільйони. Дітлахи у яслах та дитячих садках становило 170 000, чисельність школярів середніх шкіл — 879 000 дітей, студентів та аспірантів коледжів й університетів становило 354 000 осіб.

### Професія, доходи та господарство

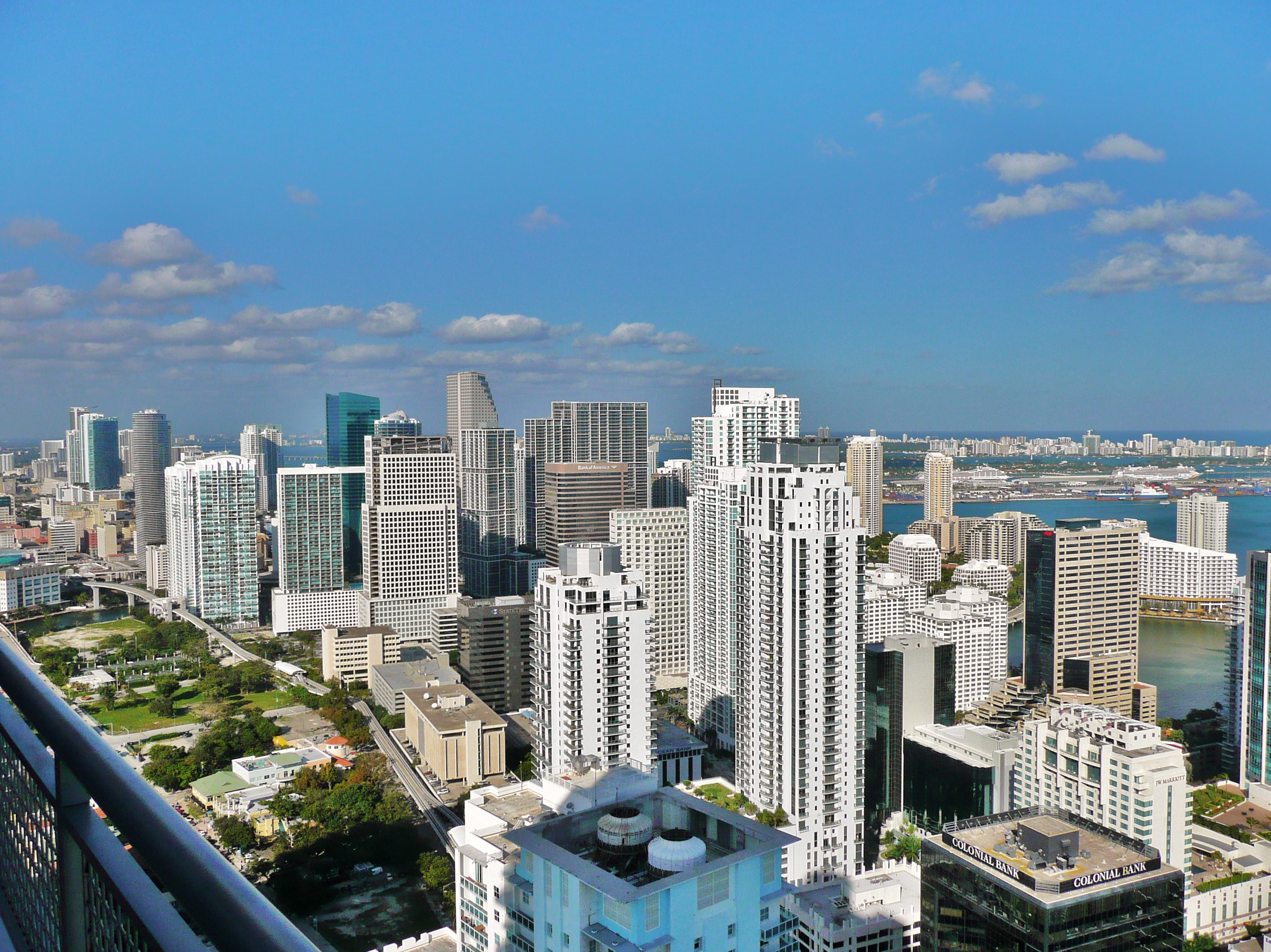
Міський квартал Брікелл у даунтауні Маямі містить найбільшу концентрацію міжнародних банків у США

Професії та тип роботодавця: Серед найпоширеніших професій: 32 % — управлінські, професійні та суміжні професії, 30 % — сфери продажів та офісів, 18 % — обслуговування, 11 % — будівництво, видобуток, обслуговування та ремонт, і 9 % — виробництво, транспорт та перевезення матеріалів. 81 % зайнятих були приватними працівниками; 12 % були працівниками федеральної, штатної чи місцевої влади; і 7 % були самозайнятими.
Дохід: Середній дохід домогосподарств у Великому Маямі становив 43 091 доларів щороку. 78 % домогосподарств отримували заробітки та 13 % отримували пенсійні доходи, крім соціального забезпечення. 30 % домогосподарств отримували соціальне забезпечення. Середній дохід від соціального страхування становив 13 доларів. Ці джерела доходу не є взаємовиключними; тобто деякі домогосподарства отримували доходи з більш ніж одного джерела.
Поїздка на роботу: у 2005 році 79 % працівників Великого Маямі їхали на роботу самостійно, 10 % підвозили автомобілем, 4 % користувалися громадським транспортом й 4 % використовували інші засоби. Решта 3 % працювали вдома. Серед тих, хто їздив на роботу в середньому витрачали 28,5 хвилин, щоб дістатися до роботи.
Бідність та участь у державних програмах: У 2005 році 14 % людей жили у бідності. 19 % пов'язаних дітей до 18 років були нижче рівня бідності, порівняно з 14 % людей 65 років і старше. 11 % усіх сімей та 26 % сімей із домогосподаркою-жінкою та відсутнім чоловіком мали доходи нижче рівня бідності.
Характеристики житла: Станом на 2005 рік у Великому Маямі було загалом 2,3 мільйона житлових одиниць, 13 % з яких були вільними. З загальної кількості житлових одиниць 52 % були одноквартирними будинками, 45 % — у багатоквартирних будівлях, а 3 % — мобільних будинках. 25 % житлових одиниць було побудовано після 1990 року. Станом на 2019 рік понад 70 % мешканців Маямі є орендарями з середньою орендної платою у розмірі 1355 доларів, що на 180 доларів США більше ніж у середньому по країні.
Характеристика зайнятих житлових одиниць: У 2005 році у Великому Маямі було 2,0 мільйони заселених житлових одиниць — займали 1,3 мільйона (66 %) власника та 688 000 (34 %) орендарів.

## Освіта

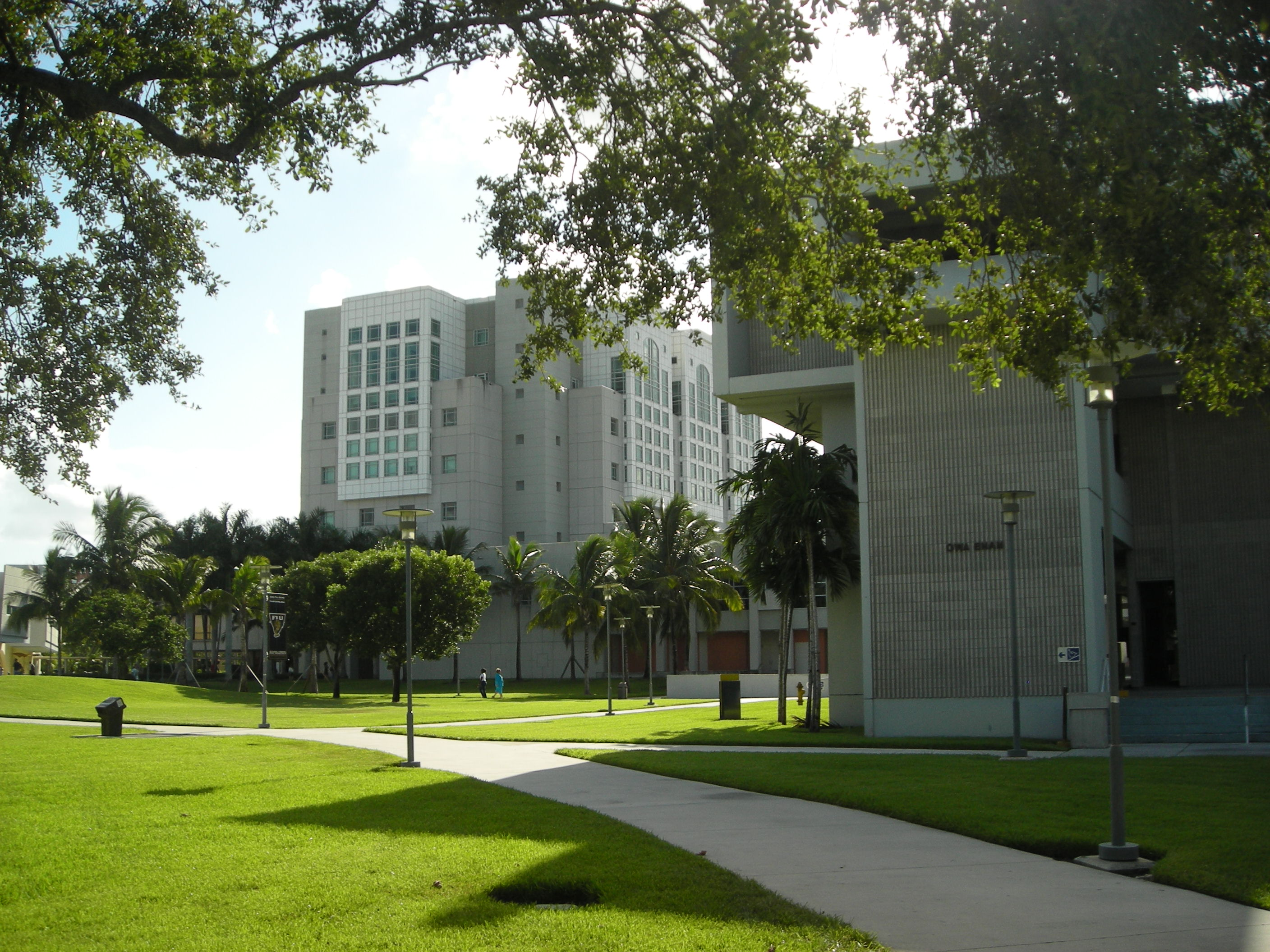
Флоридський міжнародний університет

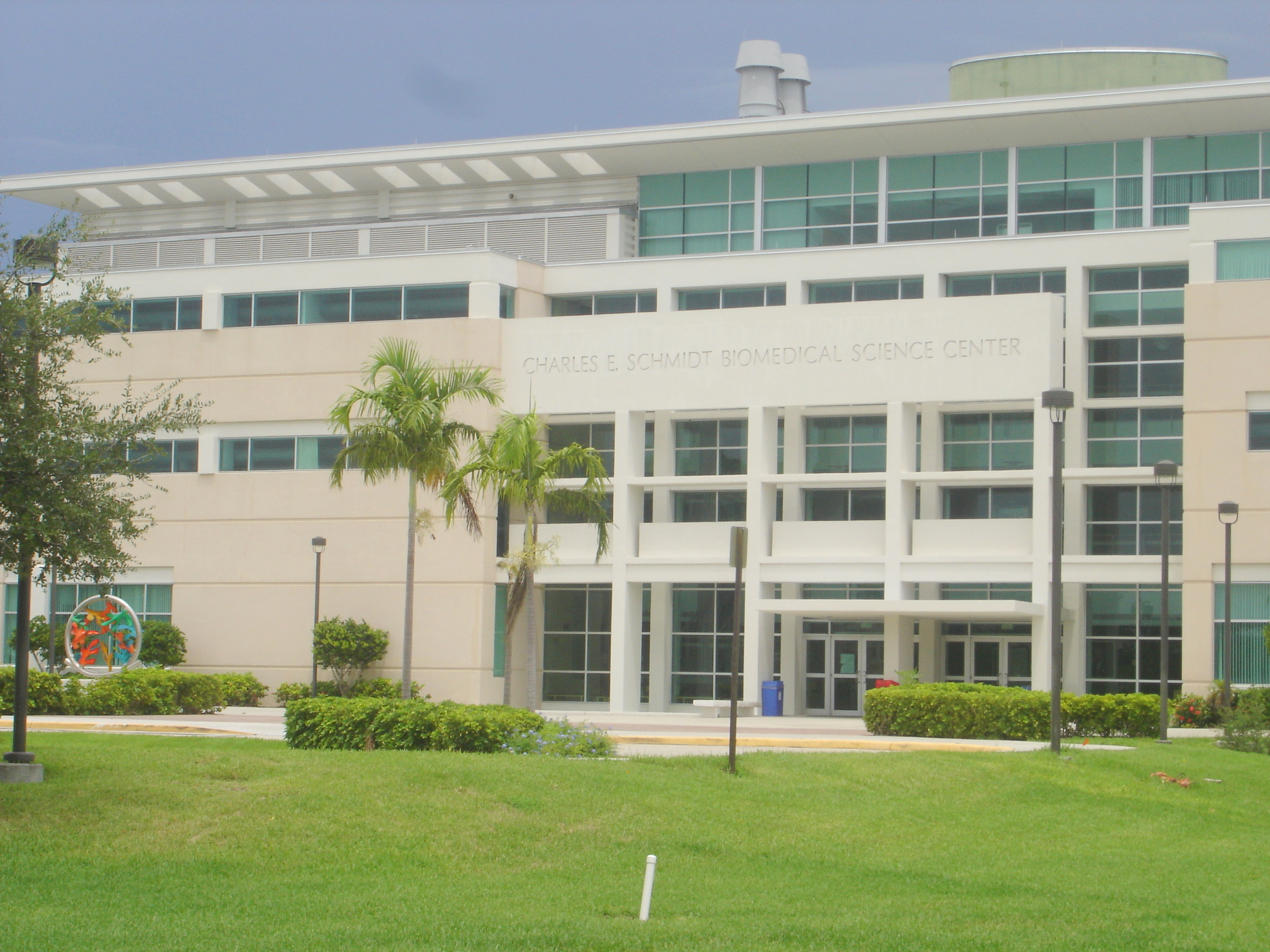
Флоридський Атлантичний університет

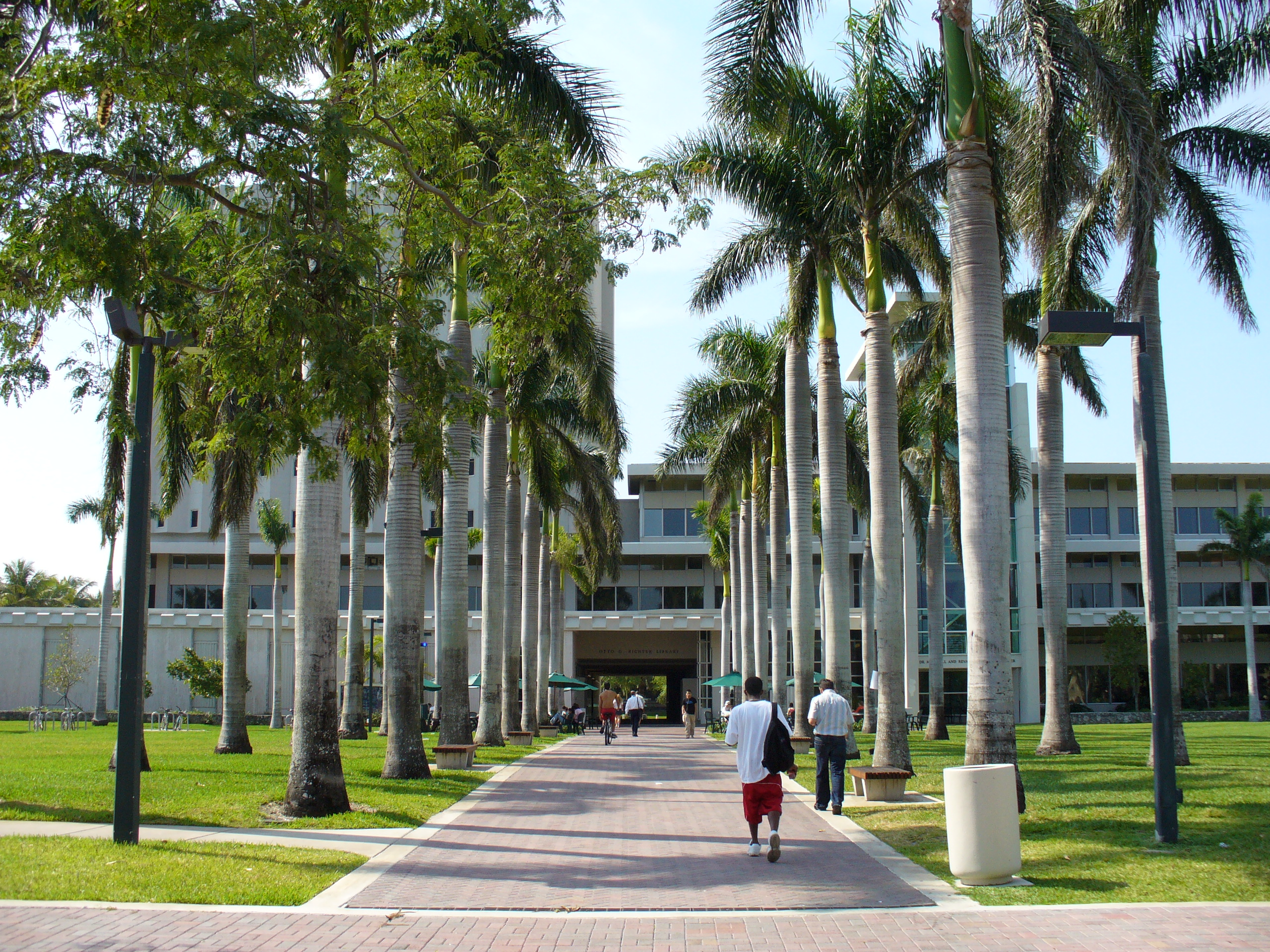
Університет Маямі

Деякі коледжі та університети у Великому Маямі:
- Університет Баррі[en] (приватний / католицький)
- Коледж Броварду[en] (громадський)
- Університет Альбізу[en] (приватний)
- Флоридський Атлантичний університет (громадський)
- Флоридський міжнародний університет (громадський)
- Меморіальний університет Флориди[en] (приватний)
- Університет Джонсона і Велса (приватний)
- Університет Лінна[en] (приватний)
- Маямі-Дейд-коледж (громадський)
- Нортвудський університет[en] (приватний)
- Південно-східний університет Нова[en] (приватний)
- Атлантичний університет Палм-Біч[en] (приватний / християнський)
- Державний коледж Палм-Біч[en] (громадський)
- Університет Святого Томаса (Флорида)[en] (приватний / католицький)
- Університет Маямі (приватний)

### Дороги

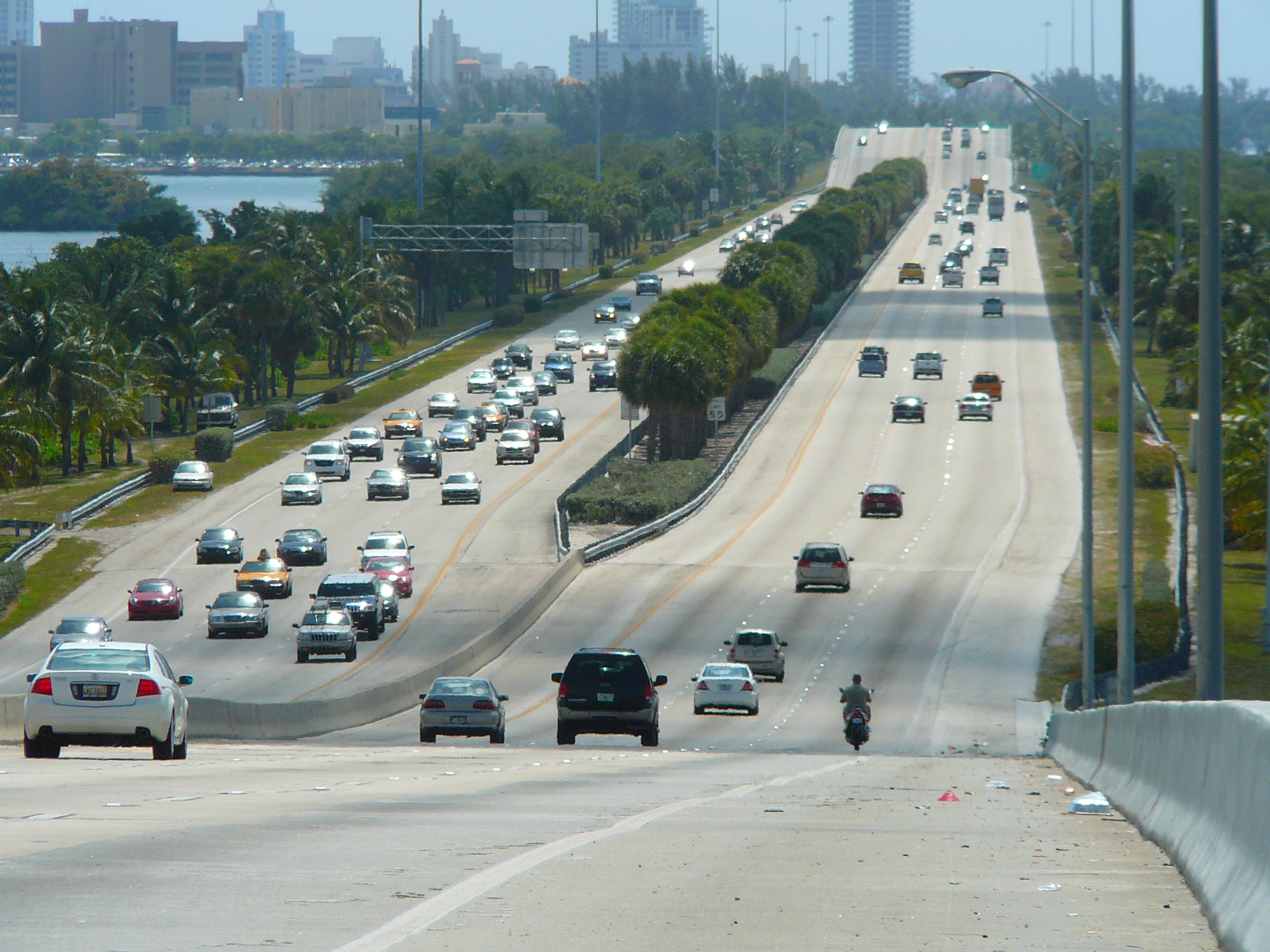
Джулія Туффл Козвей з'єднує Маямі та Маямі-Біч

Велике Маямі обслуговується п'ятьма міжштатними шосе, якими керує департамент транспорту Флориди (FDOT) спільно з місцевими агенціями. Міжштатна 95 (I-95) пролягає з півночі на південь уздовж узбережжя, закінчуючи лише на південь від центру міста Маямі на Саут-Діксі хайвей (US 1). І-75 пролягає зі сходу на захід, повертаючи на південь у західному окрузі Бровард і з'єднує передмістя на північ від Маямі-Дейд з Нейплс на Південно-західному узбережжі через Алігаторську алею, яка перетинає Еверглейдс Флориди, перш ніж повернути на північ. I-595 з'єднує узбережжя Броварда та центр міста Форт-Лодердейл до І-75 та Алігаторської алеї. У Маямі, I-195 і I-395 паралельні головному I-95 маршруту східніше Біскейн бульвару (US 1) й Маямі-Біч через Біскейнську затоку через Джуліа Таттл і дамбу Макартур.

### Основні аеропорти
Велике Маямі обслуговується трьома основними комерційними аеропортами. Ці аеропорти поєднують четвертий за величиною ринок внутрішнього походження та призначення у США після Нью-Йорка, Лос-Анджелеса та Чикаго.
| Аеропорт                                         | IATA-код | Округ      | Категорія FAA        |
| ------------------------------------------------ | -------- | ---------- | -------------------- |
| Маямський міжнародний аеропорт                   | МВС      | Маямі-Дейд | Великий концентратор |
| Міжнародний аеропорт Форт-Лодердейлу — Голлівуду | FLL      | Бровард    | Великий концентратор |
| Міжнародний аеропорт Палм-Біч                    | PBI      | Палм-Біч   | Великий концентратор |

### Морські порти

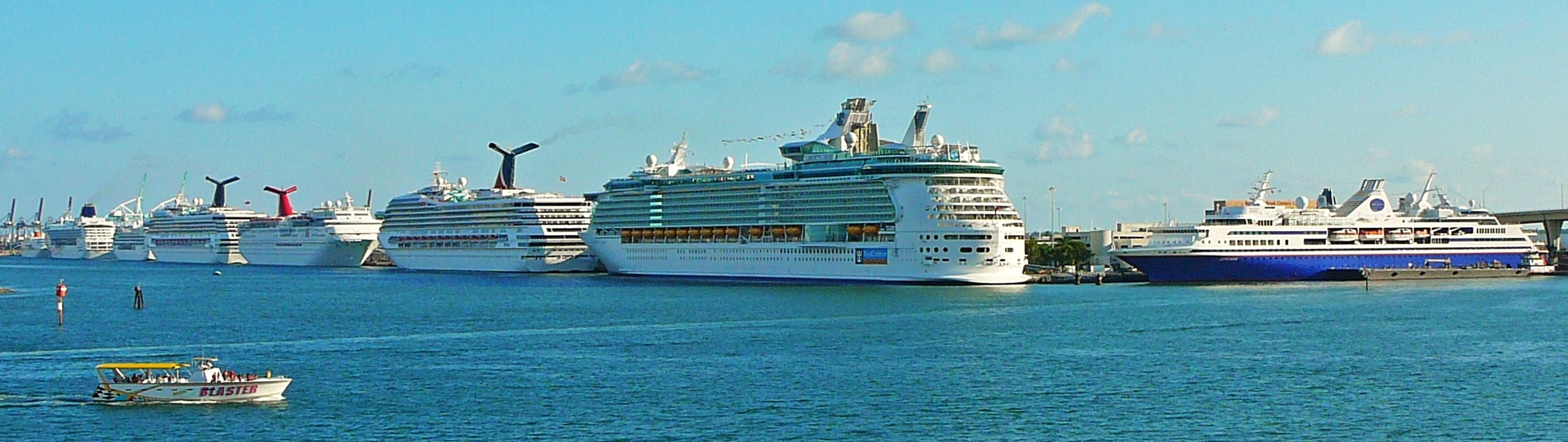
Порт Маямі — найпотужніший у світі порт для круїзних суден.

У Великому Маямі є чотири морські порти, найбільший і найважливіший — порт Маямі. Інші райони включають порт Еверглейдс, порт Палм-Біч та порт річки Маямі. 21 серпня 2012 року Порт Маямі та Інженерний корпус армії США підписали договір про будівництво Угоди про партнерство (PPA), що дозволить проекту «Deep Dredge» вийти на торги. Глибокий земснаряд поглибить існуючі канали Порту до мінус 50/52 футів (15,5 метрів), щоб підготуватися до розширення Панамського каналу, яке зараз планується завершити на початку 2015 року. Глибший канал Порт Маямі забезпечить судам економічно ефективний, надійний і безпечний навігаційний маршрут до Порту. Порт Маямі стане єдиним портом США на південь від Норфолку, штат Вірджинія, що розташовано на глибині мінус 50 футів синхронно з відкриттям розширеного каналу. Очікується, що Deep Dredge створить понад 30 000 прямих, непрямих та індукованих робочих місць у Флориді та дозволить Порту досягти своєї мети удвічі перевищити вантажопотоки протягом наступного десятиріччя.

### Громадський транспорт

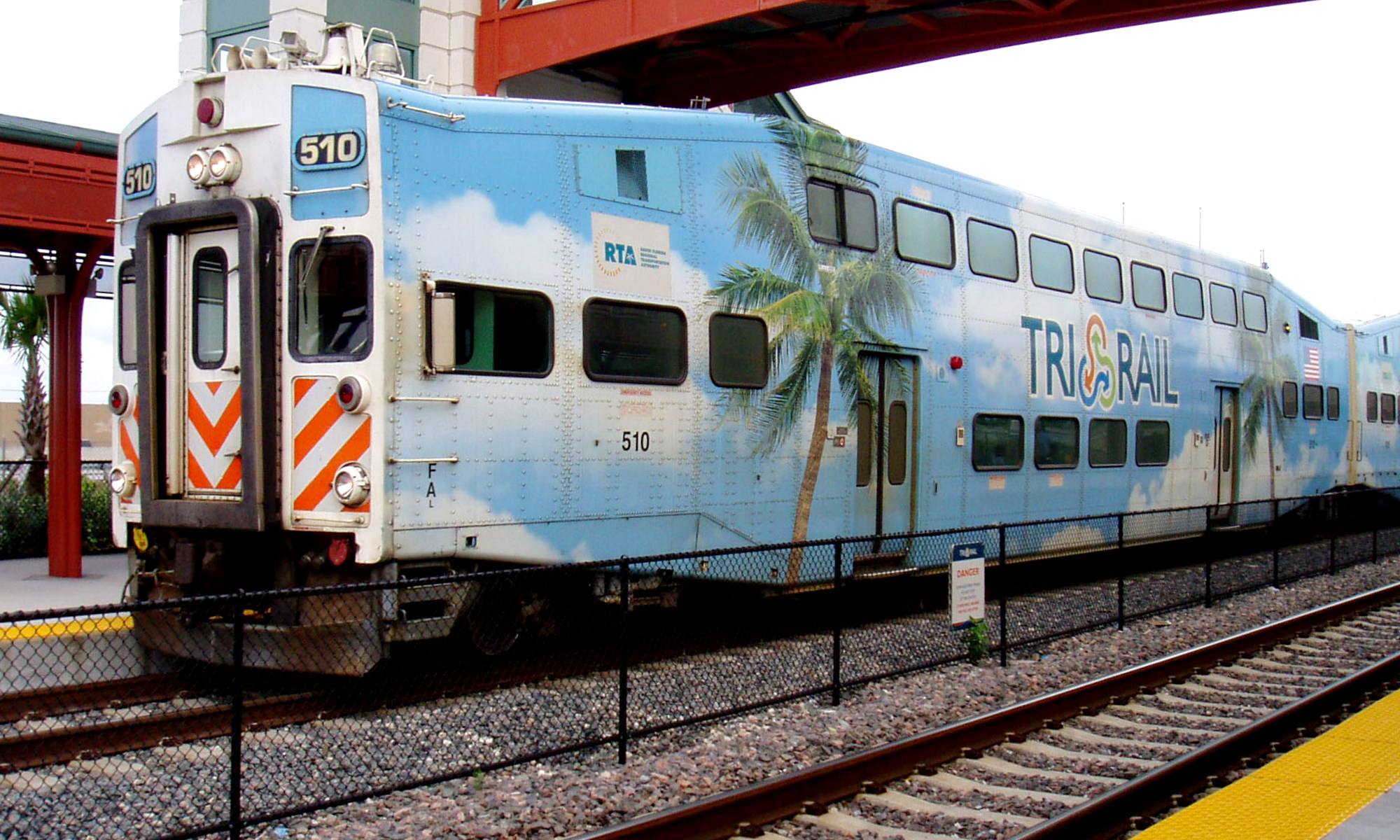
Tri-Rail, приміська залізнична система Маямі, з'єднується з трьома округами з півночі на південь.

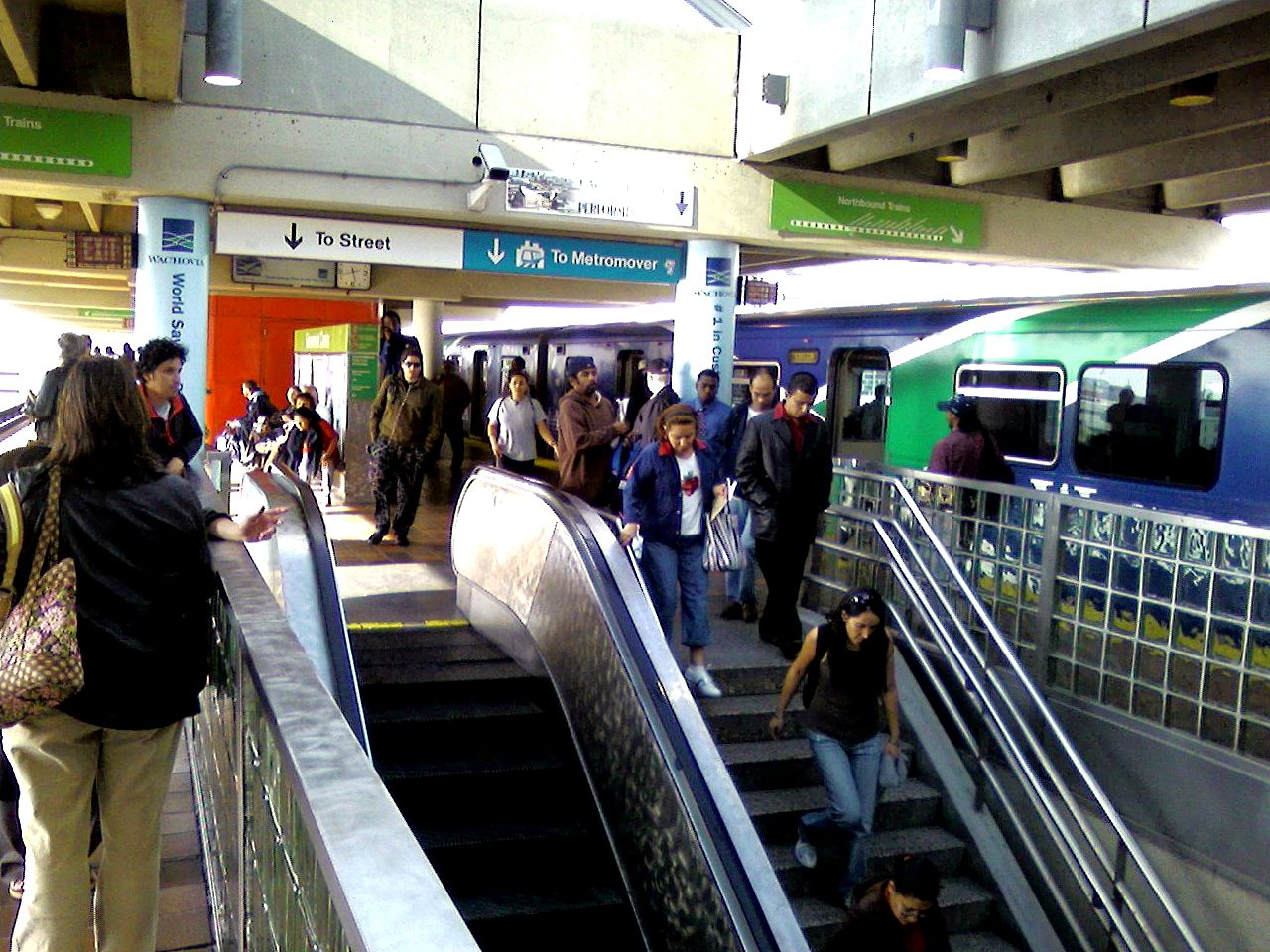
Говернмент-центр є однією з головних станцій Метрорейл та Метромувер.

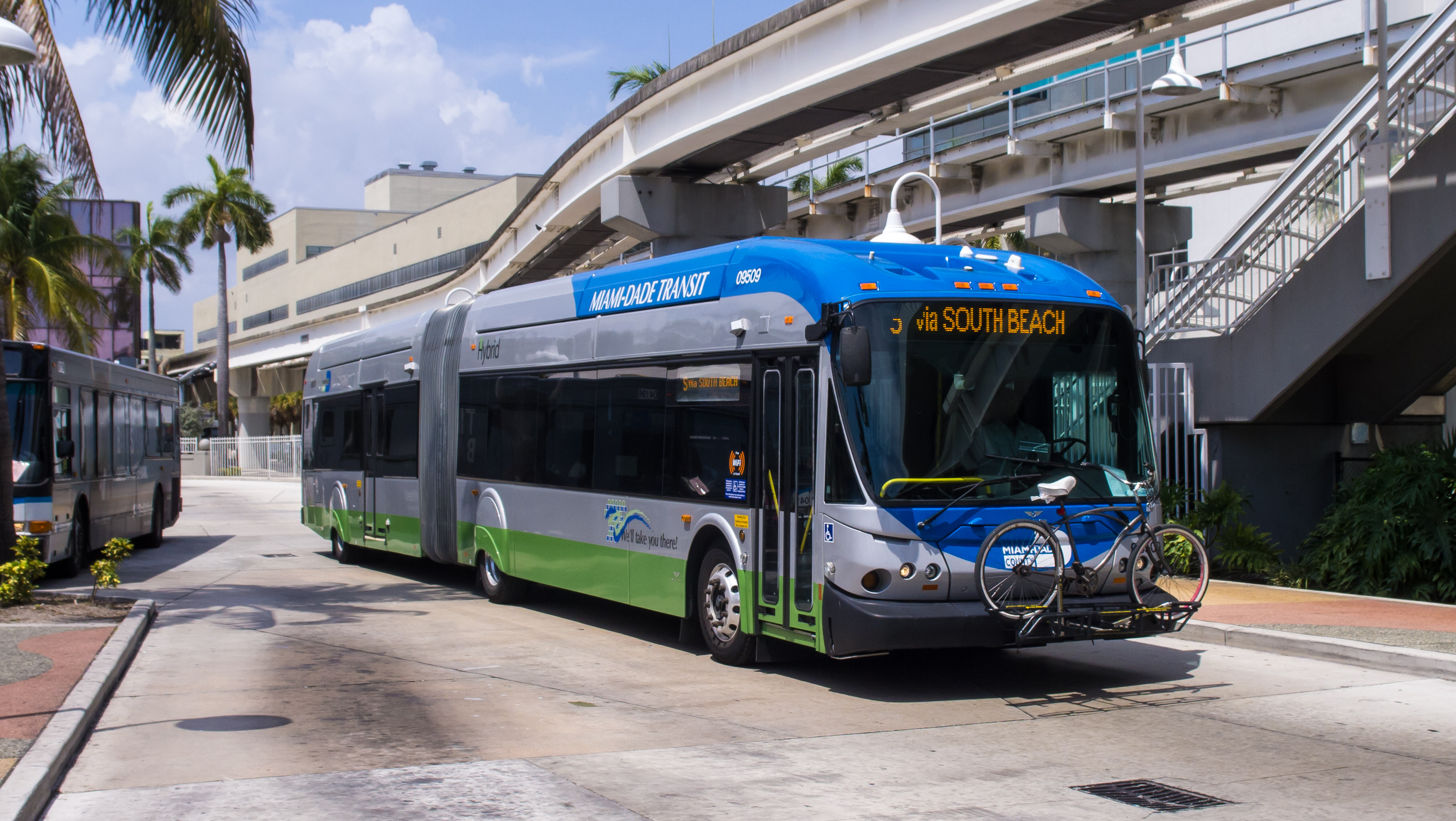
Метробус обслуговує весь округ Маямі-Дейд.

Маямі-Дейд Транзит (МДТ) — найбільше громадське транспортне агентство у штаті Флорида, що здійснює швидкий транзит, людей, що рухаються, та міжміські автобусні системи. Метрорейл — єдиний швидкий транзит Флориди, що наразі має 23 станції з довжиною у 39,3 км. Даунтаун Маямі має Метродвигун, де працює 20 станцій й 3 лінії на 7,1 км через місцевості Даунтауну мистецтв і розваг, Центрального ділового району та Бріккелла. Метробус обслуговує всю округу Маямі-Дейд, також служить окрузі Монро на півдні до містаМарафон, а графство Бровард на північ, до Даунтауну Форт-Лодердейлу. У окрузі Бровард існує округ Бровард окружний транзит, де курсують громадські автобуси, як й Палм-Тран в окрузі Палм-Біч. Крім того, регіональне транспортне управління Південної Флориди кепує Tri-Rail, — приміським залізничним потягом, що з'єднує три основні міста Південної Флориди (Маямі, Форт-Лодердейл та Вест-Палм-Біч) та більшість проміжних пунктів.

## Клімат

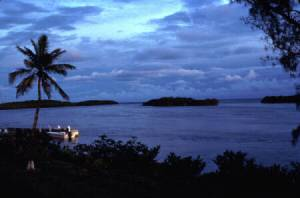
Вид на національний парк Біскайн в окрузі Маямі-Дейд

Південна Флорида має тропічний клімат, єдиний великий мегаполіс з 48 континентальних штатів, що підпадає під цю категорію. Більш конкретно, він, як правило, має клімат тропічних мусонів (кліматична класифікація Köppen, Am). Метрополіс Південної Флориди бачить більшу частину дощу влітку (вологий сезон) і взимку досить сухий (посушливий сезон). Спекотний і вологий сезон вологи триває з травня по жовтень, коли щоденні грози та прохідні слабкі тропічні мінімуми приносять зливи пізнім днем. Сухий сезон часто починається в кінці жовтня і триває до кінця квітня. У розпал сухого сезону з лютого по квітень на півдні Флориди часто дуже сухо, і часто виникають пожежі та обмеження води. Часом холодні фронти можуть дійти до півдня Флориди та забезпечити невелику кількість опадів у посушливий сезон. Сезон ураганів багато в чому збігається з мокрим сезоном.
Окрім підняття на рівні моря, прибережного розташування та положення трохи над Тропіком Раку, зона зобов'язана своїм теплим вологим кліматом Гольфстриму, що моделює клімат цілий рік. Типовий літній день не бачить температури нижче 24 °C. Температури 30—35 °C, що супроводжуються високою вологістю, часто полегшуються післяобідньою грозою або морським бризом, який розвивається біля Атлантичного океану, який потім дозволяє знижувати температуру, хоча умови все ще залишаються дуже мрячними. Взимку сухе повітря часто домінує, оскільки точки роси часто дуже низькі. Середні денні максимуми в Південній Флориді взимку коливаються в межах 75—77 °F, хоча щоденні висоти в низькому і навіть середині 80-х не є рідкістю. Мінімальні температури протягом зимового сезону, як правило 10—15 °C, періодично занурюючись у 7—9 °C і рідко нижче 5 °C. У середньому на прибережній Південній Флориді немає морозів, хоча мороз може бути внутрішнім кілька разів на кожне десятиріччя.
Сезон ураганів офіційно триває з 1 червня по 30 листопада, хоча урагани можуть розвиватися і поза цим періодом. Найбільш вірогідний час, коли страждає Південна Флорида — це пік сезону Кабо-Верде, середина серпня до кінця вересня. Завдяки своєму розташуванню між двома основними водоймами, відомими для тропічної активності, Південна Флорида також є статистично найбільш вірогідною найбільшою територією, що зазнає ураган у світі, що простежується близько Нассау на Багамах та Гавани на Кубі. На Велике Маямі кидало багато ураганів, серед яких Бетсі в 1965 році, Ендрю в 1992 році, Ірен в 1999 році, Урагани Катріна і Вільма в 2005 році і Ірма в 2017 році. Крім того, над містом пройшла тропічна депресія в жовтні 2000 року, що спричинило рекордну кількість опадів та повеней. Місцево буря зараховується як Буря без імені 2000 року, хоча депресія перейшла в тропічний шторм Леслі після входу в Атлантичний океан.

## Телефонні коди
- 305 та 786 округ Маямі-Дейд та Флорида-Кіс
- 954 та 754 округ Бровард
- 561 округ Палм-Біч

## Спорт
У Великому Маямі є 5 основних професійних спортивних команд:
- Дельфіни Маямі Національної футбольної ліги грають на стадіоні «Хард-Рок» у Маямі-Гарден.
- Маямі Хіт в Національній баскетбольній асоціації грає на Американ-Ейрлайнс-арена в центрі міста Маямі .
- Маямі Марлінс з бейсболу вищої ліги грають у парку Марлінс у Малій Гавані.
- Флоридські пантери Національної хокейної ліги грають у BB&T Center в Санрайс.
- Інтер Маямі CF з футболу вищої ліги грає свої перші два сезони на стадіоні Локхарт до завершення будівництва Маямі Фрідом-парк.

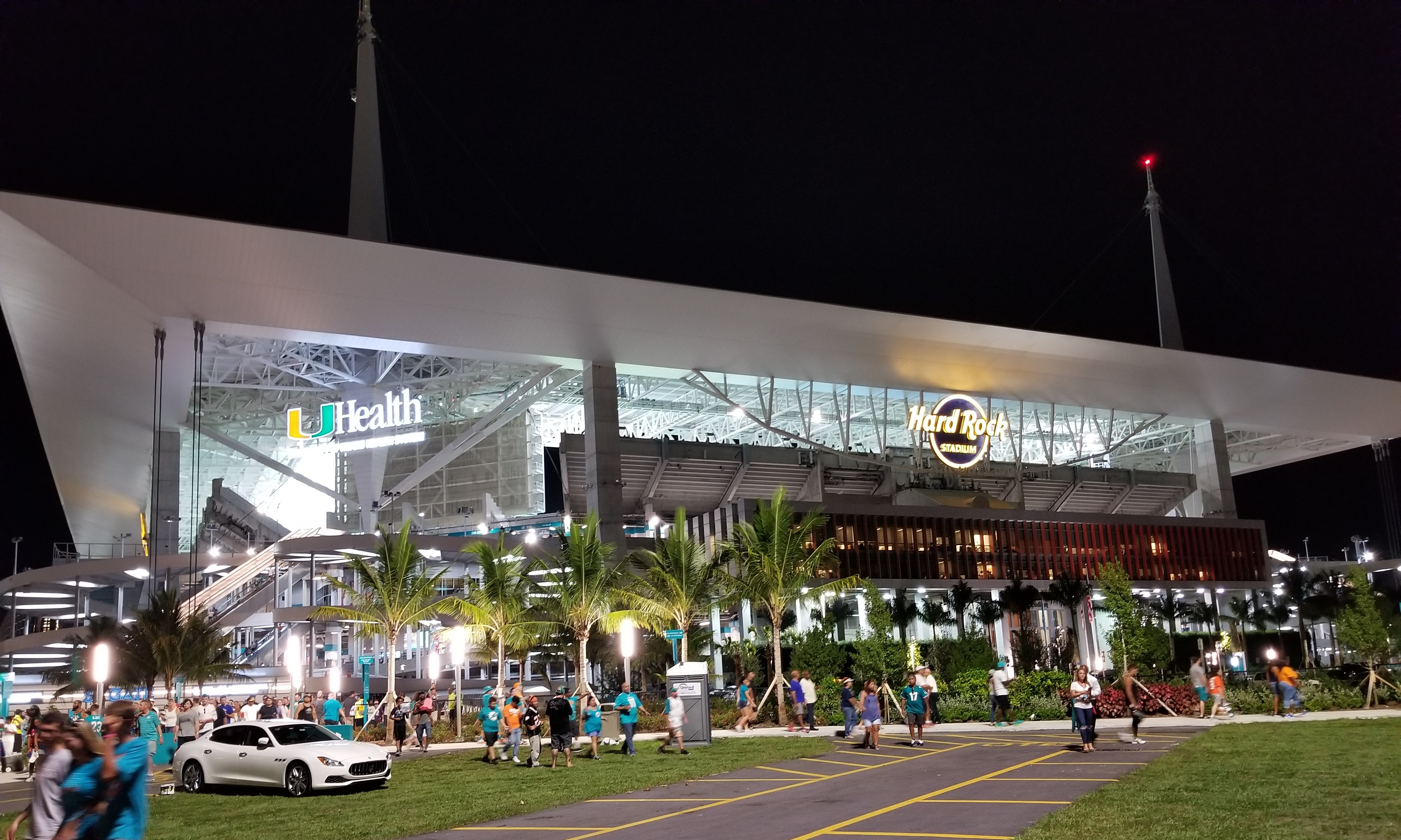
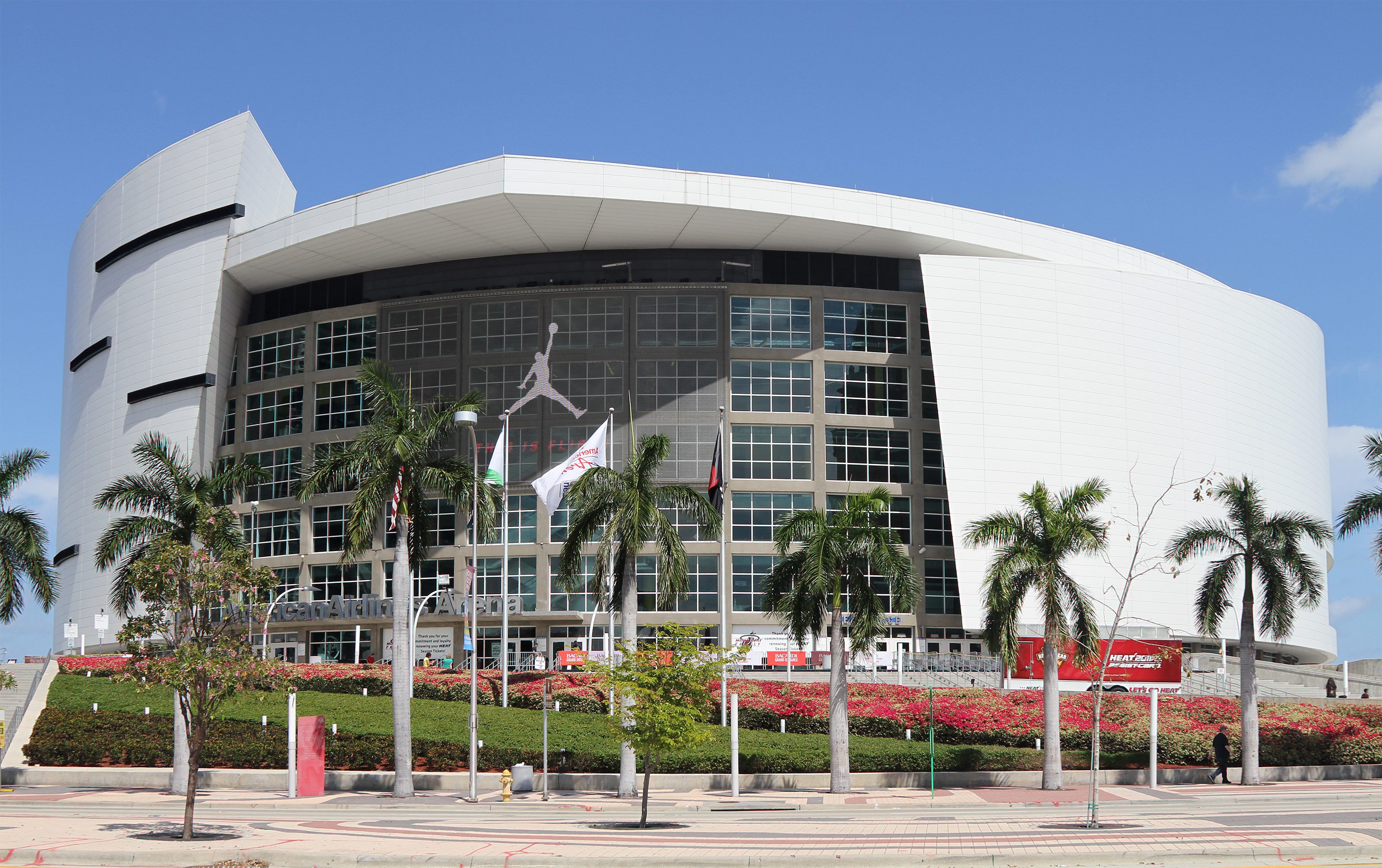
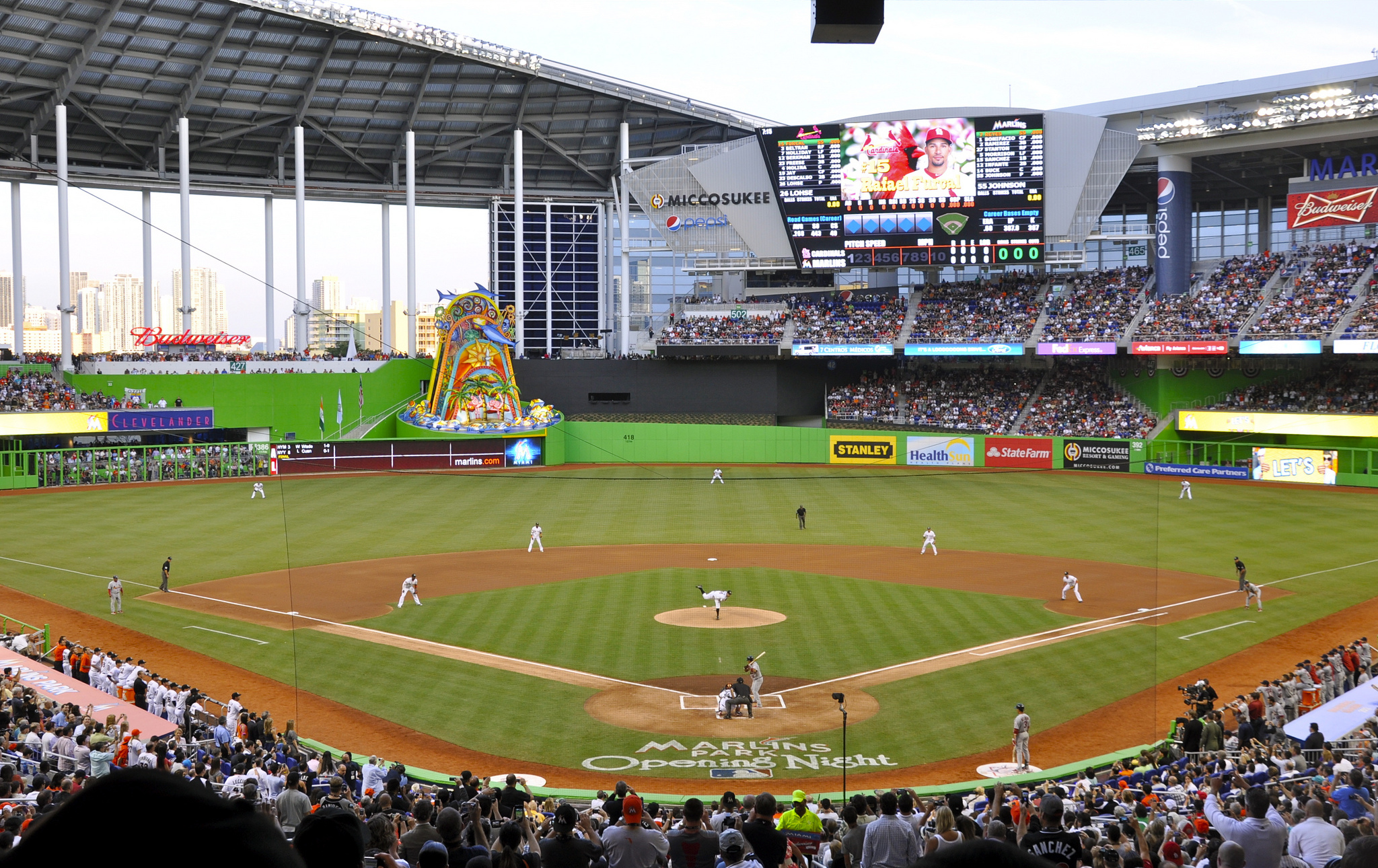
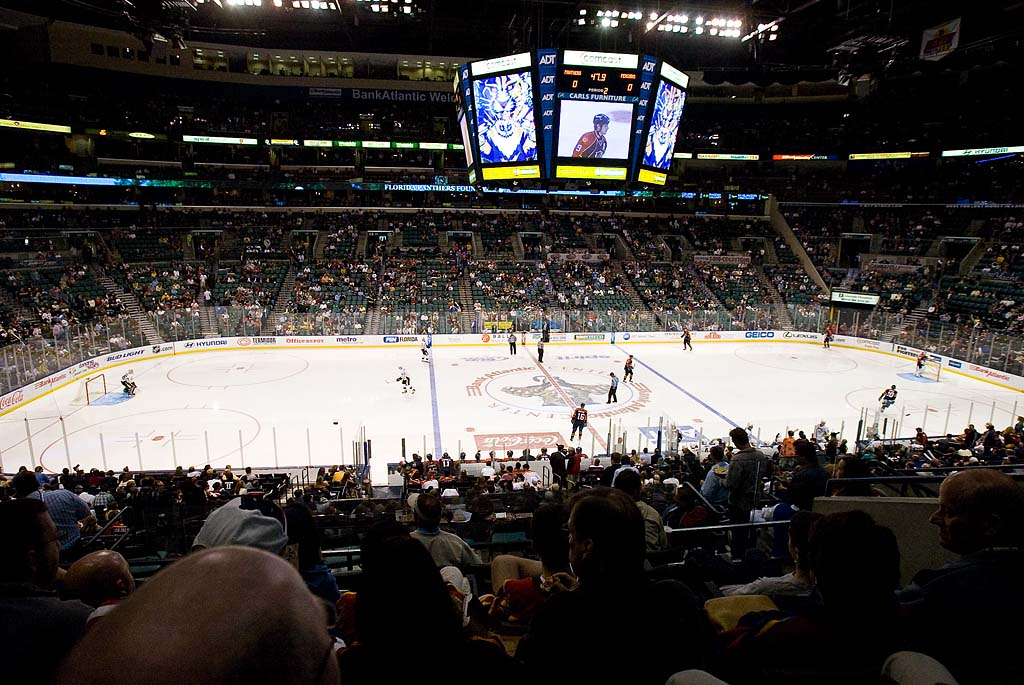
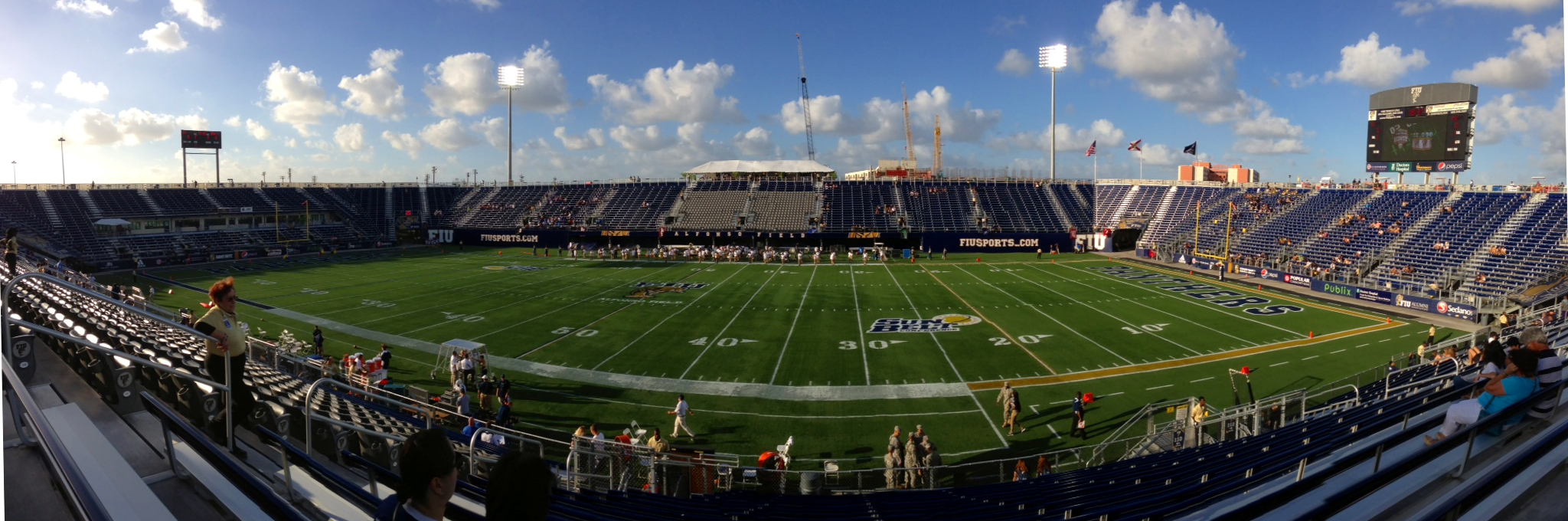

## ЗМІ

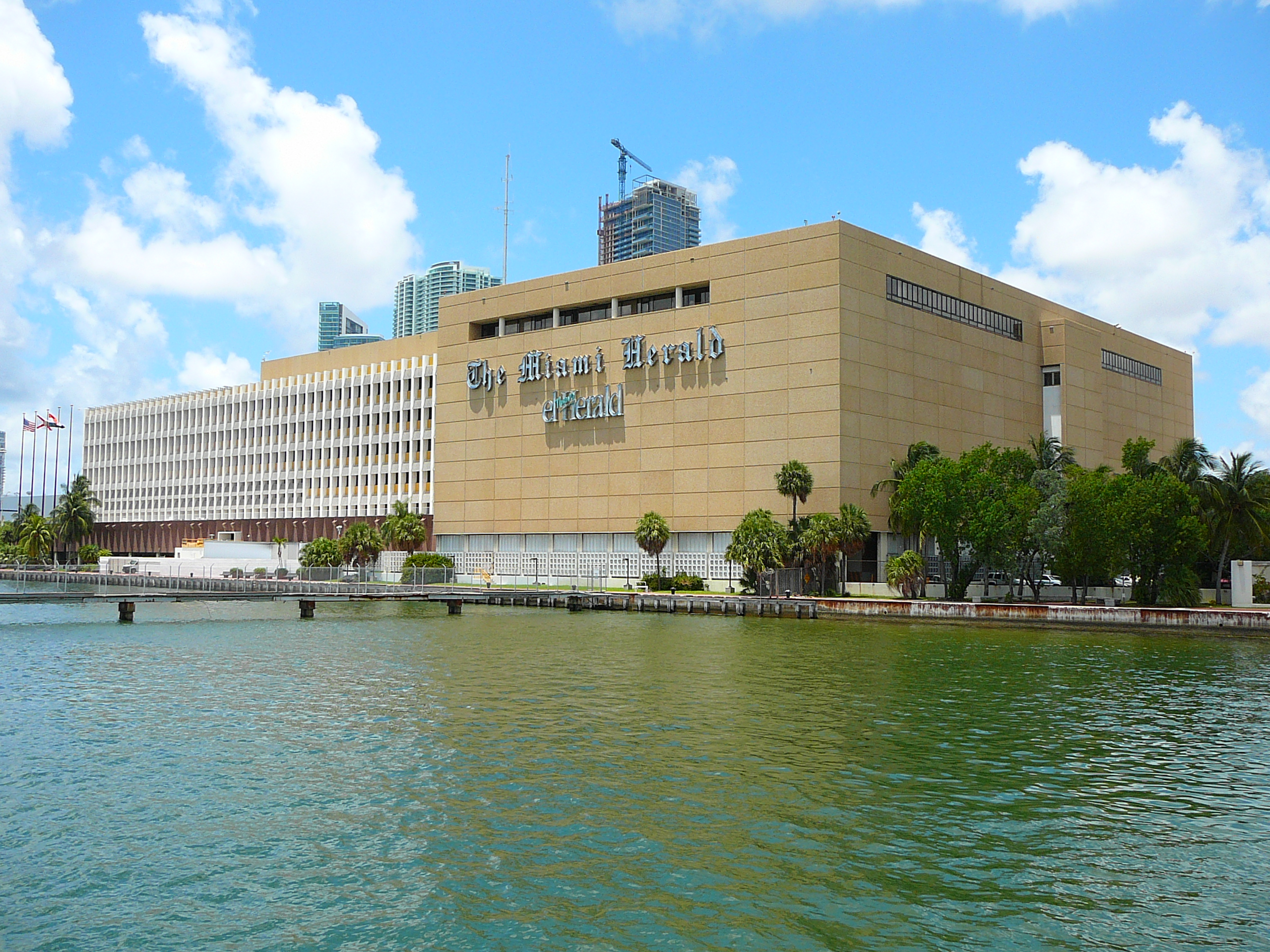
Колишня штаб-квартира Miami Herald у даунтауні Маямі. Miami Herald — найбільша газета в Південній Флориді.

Велике Маямі обслуговується декількома англомовними та двома основними іспаномовними щоденними газетами. Miami Herald, штаб-квартира якого знаходиться у даунтауні Маямі, є первинною газетою Маямі з понад мільйоном читачів. Південно-Флоридське Сан-Сентінель циркулює головним чином у окрузі Бровард та півдні округу Палм-Біч. Палм-Біч Пост обслуговує в основному округ Палм-Біч, особливо центральні та північні його райони, й Скарбове узбережжя. Бока-Ратон ньюс публікуються п'ять днів на тиждень і розповсюджуються на півдні округу Палм-Біч. El Nuevo Herald, дочірня компанія Miami Herald, і Diario Las Americas — щоденні газети іспанською мовою, що розповсюджуються в основному в окрузі Маямі-Дейд. La Palma та El Sentinel — щотижневі іспанські газети, що виходять відповідно Palm Beach Post та Sun-Sentinel, й розповсюджуються в тих же районах, що і їхні англомовні колеги.
Велике Маямі розділено на два окремих ринки телебачення й радіо: Ринок Маямі-Форт-Лодердейл обслуговує Маямі-Дейд, Бровард й Флорида-Кіс. Ринок Вест-Палм-Біч обслуговує округ Палм-Біч та регіон Скарбового узбережжя.